# Pfarrzentrum Neu-Rum

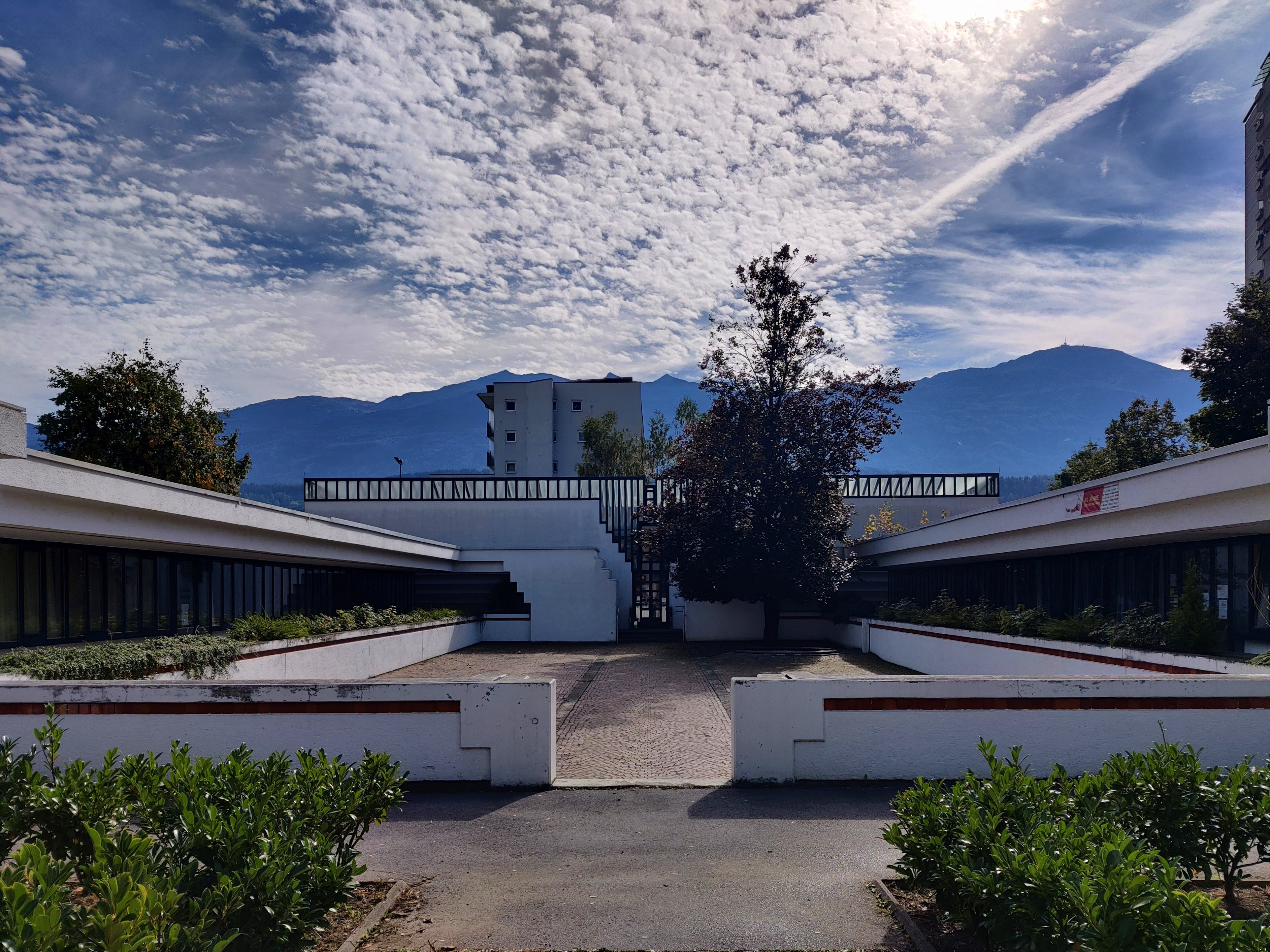
Katholische Pfarrkirche Auferstehung Christi in Neu-Rum

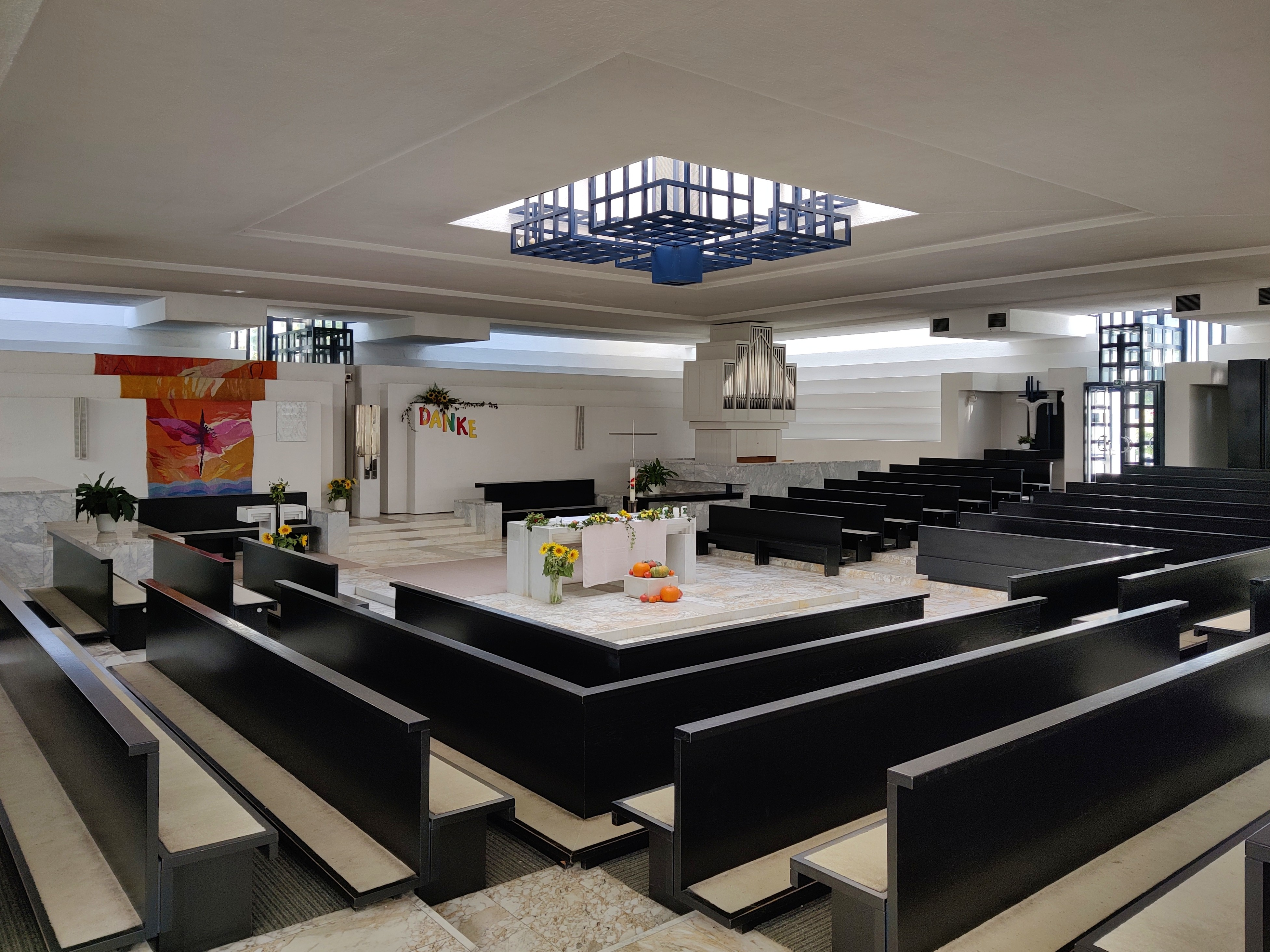
Innenraum der Kirche

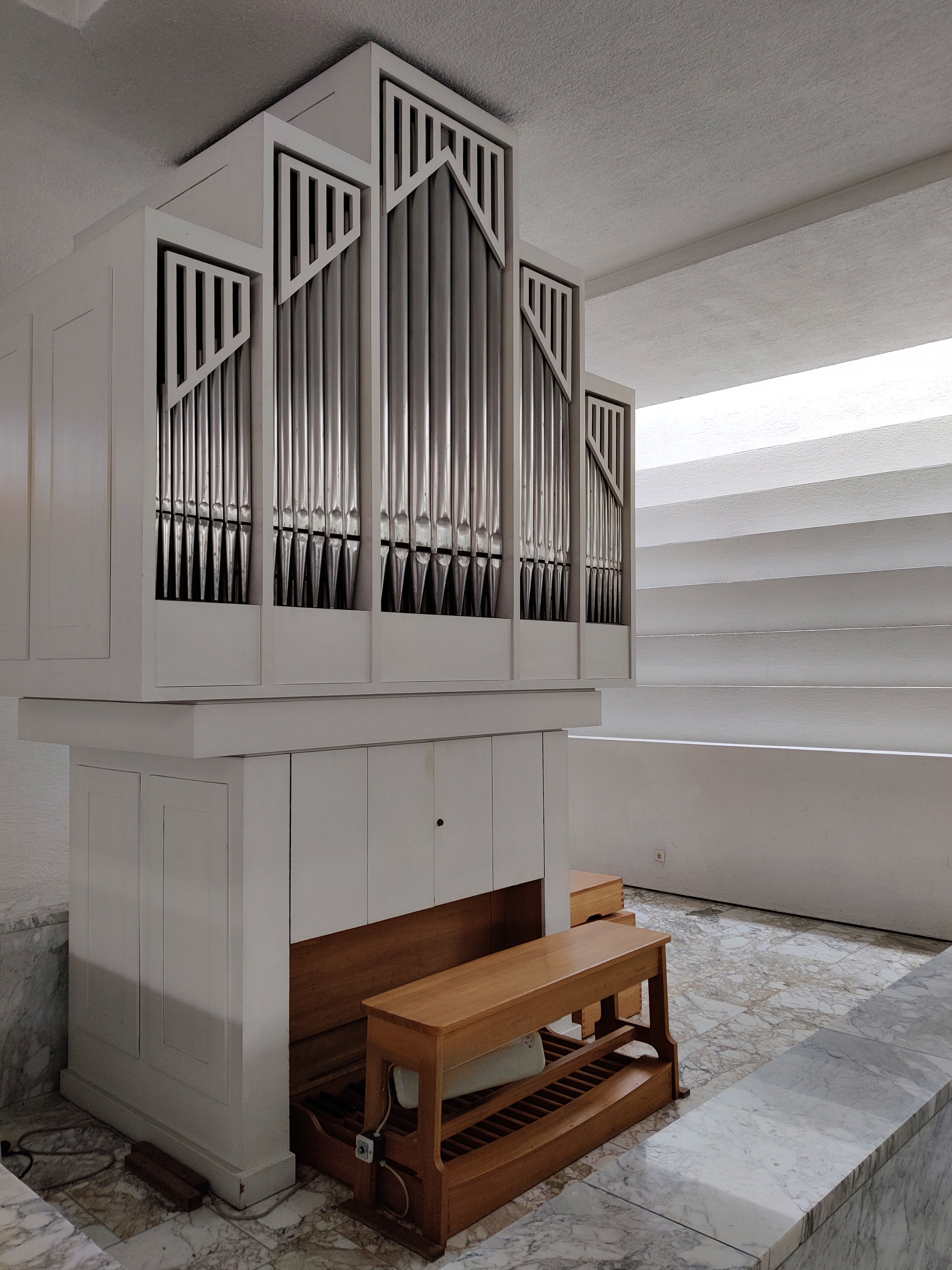
Orgel

Das römisch-katholische Pfarrzentrum Neu-Rum steht in der Ortschaft Neu-Rum in der Marktgemeinde Rum im Bezirk Innsbruck-Land im Bundesland Tirol. Die dem Patrozinium Auferstehung Jesu Christi unterstellte Pfarrkirche gehört zum Dekanat Innsbruck in der Diözese Innsbruck. Das Pfarrzentrum steht unter Denkmalschutz (Listeneintrag).

## Geschichte
Bereits 1959/1960 wurde nach den Plänen des Architekten Josef Lackner der Pfarrsaal errichtet. Die katholische Auferstehungskirche wurde 1977/1978 nach den Plänen des Architekten Horst Parson erbaut. 1988 wurde Neu-Rum eine selbstständige Pfarre.

## Architektur
Die Anlage aus Kirche, Pfarrsaal, Pfarrzentrum, Jugendheim und Widum umschließt einen Vorhof. An dessen Südseite steht die turmlose Kirche in Form eines auf der Spitze stehenden Zikkurats. Im Inneren ist der tiefer liegende Altar an drei Seiten von abgestuften Sitzreihen umgeben. An der Westseite des Hofes befindet sich der Pfarrsaal, im Osttrakt das Büro und zwei Wohnungen.
Der Innenraum ist den Erfordernissen des zweiten vatikanischen Konzils gestaltet. Die Orgel wurde 1989 von der Orgelbaufirma Reinisch-Pirchner erbaut und besitzt 9 Register.